# Sven Andersson
Sven Andersson (Össeby-Garn, 14 de fevereiro de 1907 — Solna, 30 de maio de 1981) foi um futebolista sueco. Ele competiu na Copa do Mundo FIFA de 1934, sediada na Itália.